# 福来信号場

構内配線図　A:焼石　B:飛騨金山

福来信号場（ふくらいしんごうじょう）は、岐阜県下呂市金山町福来にある、東海旅客鉄道（JR東海）高山本線の信号場である。

## 歴史
- 1968年（昭和43年）9月28日：国鉄により開設[1]。
- 1987年（昭和62年）4月1日：国鉄分割民営化によりJR東海が継承[1]。
- 2009年（平成21年）4月25日：信号機器室に落雷。代行バスの運行が行われ、列車には大幅な遅れが発生した。

## 構造
飛騨金山駅より焼石駅方向に約2.7kmにある2線の信号場。
上り線のポイントは直線であるが、出発信号機は片方向にしかないため一線スルーではない。

## 周辺
- 国道41号
- 飛騨川
- 下原発電所
- 中山七里
- 下原八幡神社

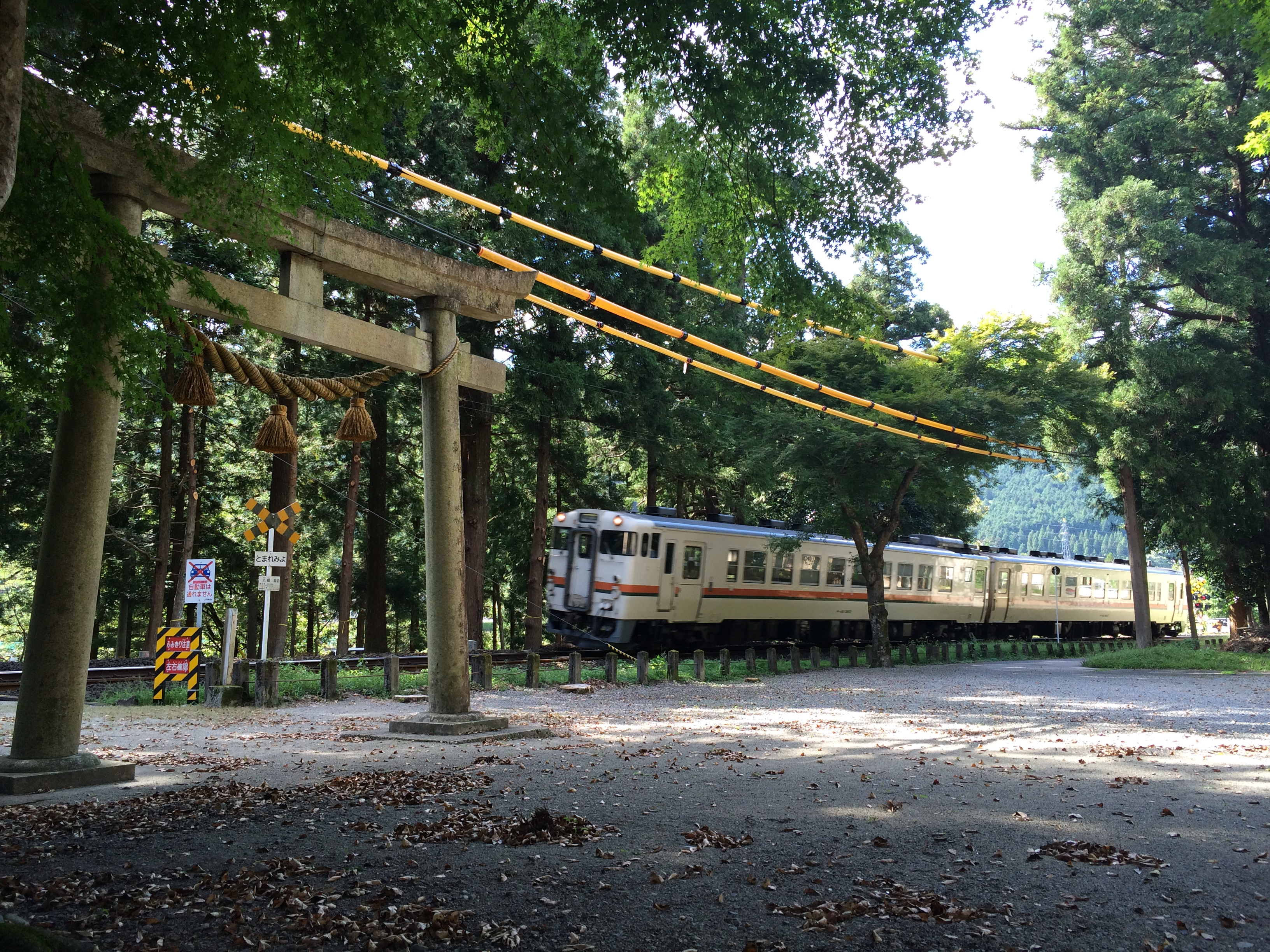
下原八幡神社境内

- 第一益田川橋梁（信号所のすぐ北にある鉄橋）
- 第二益田川橋梁（第一益田川橋梁を800メートルほど北へ行った地点にある鉄橋）

橋梁はどちらも鉄道写真の撮影スポットである。

## 隣の施設
東海旅客鉄道（JR東海）
CG 高山本線
飛騨金山駅 - 福来信号場 - 焼石駅